# کریستین‌سون
کریستین‌سون (به لاتین: Kristiansund) یک سکونتگاه مسکونی در نروژ است که در مور او رومسدال واقع شده‌است.

## خصوصیات
کریستین‌سون ۸۷٫۵۴ کیلومترمربع مساحت و ۲۴٬۱۳۱ نفر جمعیت دارد.

## خواهرخوانده
شهرهای Kokkola، Fredericia و هرنوسند خواهرخوانده‌های کریستین‌سون هستند.